# Lac de l'Est (Kamouraska)
Ne doit pas être confondu avec Lac-de-l'Est ou Lac de l'Est (Wuhan).
Le lac de l'Est (en anglais : East Lake) est un lac transfrontalier situé à cheval entre Mont-Carmel, dans le Kamouraska, au Québec (Canada) et Northwest Aroostook, dans le comté d'Aroostook, au Maine (États-Unis).
Le lac se déverse dans la rivière Chimenticook, un affluent du fleuve Saint-Jean.

## Toponymie
Le lac de l'Est est nommé ainsi en raison de sa position orientale par rapport au lac Sainte-Anne, un autre lac situé à proximité.
Le nom de lac Kijemquispam apparaît sur une carte cantonale en 1944. Selon la Commission de toponymie du Québec, il s'agit « vraisemblablement [d']un toponyme micmac ».

## Géographie

### Localisation
Le lac de l'Est est partagé entre Mont-Carmel, dans le Kamouraska, au Québec (Canada) et Northwest Aroostook, dans le comté d'Aroostook, au Maine (États-Unis). Du côté canadien, le hameau de Lac-de-l'Est accueille les villégiateurs.

### Topographie
Le lac de l'Est est situé à une altitude de 321 mètres. Sa profondeur moyenne est de 15,7 m. Le point le plus profond du lac est une fosse dont le plancher est situé à 30,5 m sous la surface de l'eau. Cette fosse est localisée au sud-est de l'exutoire de la rivière des Pointes. Cette profondeur fait du lac de l'Est l'« un des lacs les plus profonds de la rive sud du fleuve Saint-Laurent au Québec ».
Le plan d'eau a une superficie de 743 ha et un périmètre de 21,7 km. Sa largeur maximale est de 1,3 km et sa longueur maximale est de 9,5 km. Le lac est séparé en deux bassins distincts par une longue pointe sablonneuse.Le lac de l'Est a la particularité d'être divisé en deux bassins par un étroit où se trouve une longue pointe sablonneuse s'avançant dans le lac.

### Géologie
Un cône alluvial s'est formé à l'exutoire de la rivière des Pointes, favorisant la constitution de milieux humides.

### Hydrographie
Le bassin versant du lac de l'Est est d'une superficie de 176 km2. Il est alimenté par plusieurs ruisseaux et une rivière. Son plus important tributaire est la rivière des Pointes, alimentée par les lacs à la Grosse truite, Perdu et Didier. Moins de 1 % du bassin versant est situé aux États-Unis, tandis que du côté canadien, sa surface est répartie entre plusieurs entités territoriales. Le bassin versant recoupe la municipalité de Mont-Carmel ainsi que les territoires non organisés Picard et Petit-Lac-Sainte-Anne. On trouve dans le bassin versant une zone d'exploitation contrôlée, la zec Chapais, et une pourvoirie.
En somme, 83 % du bassin versant est à vocation forestière, en plus de 8 % à l'état de coupe ou de régénération. 5 % du bassin versant est occupé par les milieux humides, 4 % par les plans d'eau et 0,2 % par la villégiature.
Le lac de l'Est contient un volume d'eau de 113 690 000 m3. Son temps de renouvellement est de 1,05 an ou 385 jours. Le plan d'eau est un lac de retenue; le régime hydrologique de son exutoire est influencé par un vieux barrage de bois. Des utilisateurs du lac rapportent que le niveau d'eau est en baisse, ce qui pourrait être dû à l'état du barrage, situé du côté du Maine.
Le lac de l'Est se déverse dans le Little East Lake (« petit lac de l'Est »), qui alimente la rivière Chimenticook, un cours d'eau qui s'écoule dans les North Maine Woods, « parmi les territoires les plus sauvages des États-Unis ». La rivière Chimenticook est un affluent du fleuve Saint-Jean.

### Caractéristiques physico-chimiques
Pour les années 2016 à 2019, le lac de l'Est est de classe oligotrophe,.
Entre 1981 et 2019, des concentrations variant de 4 à 6 µg de phosphore par litre ont été relevées. De 2008 à 2019, entre 1,3 et 2,3 µg de chlorophylle par litre ont été observés,.
La profondeur de transparence observée au disque de Secchi varie de 2,7 à 4,7 m entre 1981 et 2019. Cette turbidité est expliquée par une concentration élevée de carbone organique dissous, qui se situe autour de 7 mg/L,.
L'eau du lac de l'Est est légèrement acide, avec un pH de 6,6. Sa conductivité est jugée faible, à 47,3 µS/cm. Sa dureté médiane est de 17,8 mg/L de carbonate de calcium.
La teneur en mercure suffisamment élevée pour restreindre la consommation de poisson.

### Faune et flore

#### Flore

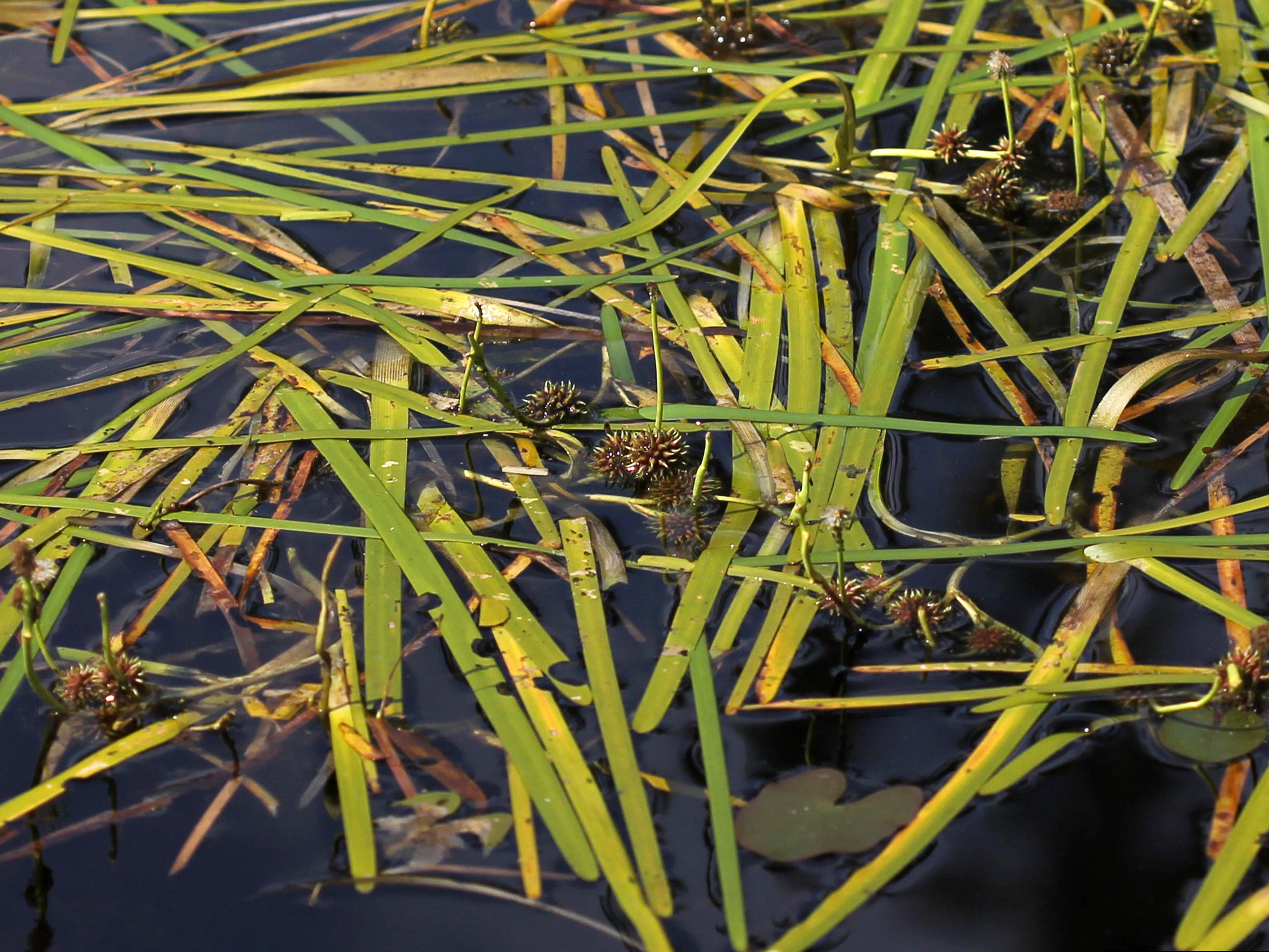
Le lac de l'Est est un habitat du rubanier flottant.

En 1980, la végétation aquatique occupe 11% de la superficie colonisable du lac. Aucune espèce exotique envahissante a été recensée en 2016. Parmi les plantes indigènes peuplant le lac, on compte l'éléocharide des marais, nénuphar jaune, lobélie de Dortmann.

#### Faune
Vingt-trois espèces de poisson ont été identifiées dans le lac de l'Est : 
- Barbotte brune
- Chabot visqueux
- Épinoche à cinq épines
- Épinoche à trois épines
- Fondule barré
- Grand corégone
- Lotte
- Maskinongé
- Méné à nageoires rouges
- Méné de lac
- Ménomini rond
- Meunier noir
- Meunier rouge
- Mulet à cornes
- Mulet perlé
- Naseux noir
- Omble de fontaine
- Ouananiche
- Ouitouche
- Perchaude
- Touladi
- Ventre rouge du Nord

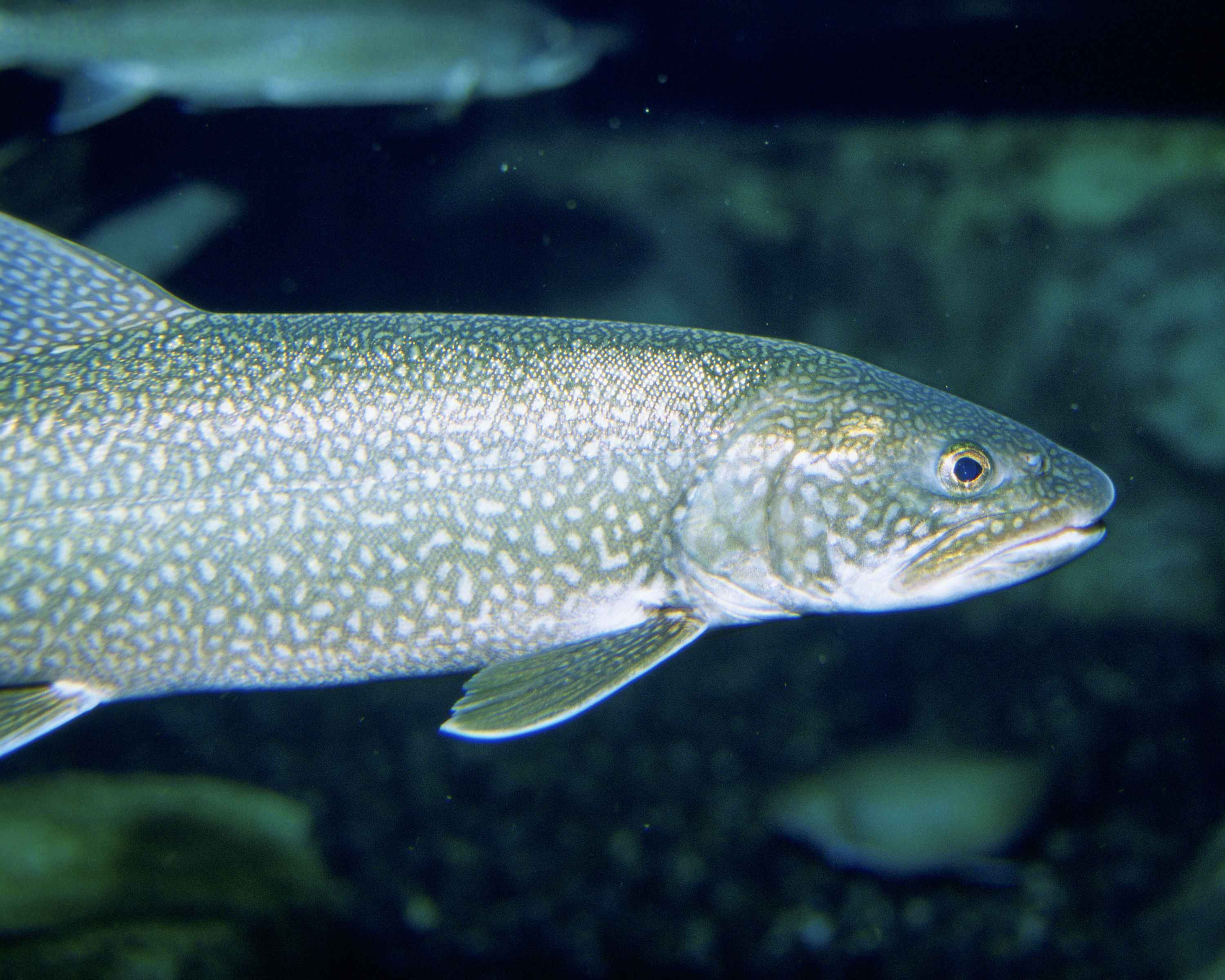
La population de Touladi du lac de l'Est est menacée par la surpêche et les prédateurs allochtones.

Parmi ces espèces, sept sont d'intérêt pour la pêche sportive, soit le touladi, l'omble de fontaine, la perchaude, le corégone, la ouananiche, la lotte et le maskinongé. Ce dernier est un prédateur exotique; introduit dans le lac Frontière, à la tête du fleuve Saint-Jean, dans la décennie 1970, sa présence pose une menace à l'équilibre faunique. Des prises ont été rapportées dans le lac de l'Est dans la décennie 2010. Le touladi est considéré comme surexploité par le ministère des Forêts, de la Faune et des Parcs et pourrait disparaître du lac de l'Est sans un ensemencement adéquat.
Le lac est l'un des rares habitats de la forme naine du grand corrégone.

### Activités
Un terrain de camping de propriété municipale est implanté en bordure du lac. Il accueillait annuellement 13 500 visiteurs sur 151 emplacements avant que le camping ferme le 23 juin 2022. Toutefois l’accès à la plage et à certains activités restent accessibles. Une marina lui est adjacente; on dénombre aussi 28 quais privés autour du lac, concentrés dans la partie nord. Ces installations permettent la circulation sur le lac de pontons, de hors-bords, de chaloupes et d'embarcations non-motorisées telles que des kayaks et des pédalos.
Dans son schéma d'aménagement et de développement, municipalité régionale de Kamouraska promeut le développement de la villégiature autour du lac de l'Est en affectant des territoires à ces fins et en règlementant afin de limiter certaines utilisations incompatibles avec la vocation récréotouristique.

### Protection
Le paysage du lac de l'Est est protégé « en grande partie ». Les environs du lac sont ciblés pour l'établissement d'une aire protégée, mais des permis d'exploration pétrolière et gazière bloquent un éventuel statut de protection. Autrement, le bassin versant du lac est en grande partie soustrait aux activités minière, notamment en raison de la présence de quatre refuges biologiques projetés et d'une aire de confinement du cerf de Virginie.

## Histoire
De la fin du xixe siècle jusqu'aux années 1960, le lac est utilisé par l'industrie forestière pour l'alimentation des moulins à scie et le flottage du bois. Après les années 1960, sur les rives, l'industrie forestière cède le pas à la villégiature.